# Aeroportul St. Theresa Point
Aeroportul St. Theresa Point (IATA: YST, ICAO: CYST) este un aeroport din Manitoba, Canada ce deservește zona St. Theresa Point First Nation⁠(d). Aeroportul a fost tranzitat în 2020 de 20.107 pasageri.
Situat la o altitudine de 234 m, aeroportul dispune de o singură pistă.